# Epiduralni hematom
Epiduralni hematom je naziv za nakupinu krvi, hematom, koji se nalazi između dure mater (tvrde moždane ovojnice) i kosti lubanje. Epiduralni hematom može nastati i u kralježničnoj moždini.
Epiduralni hematom najčešće nastaje kao posljedica traume i može ugrožavati život bolesnika povišenjem intrakranijalnog tlaka. Prognoza pacijenta ovisi o takozvanoj Glasgow Coma Skali, veći skor znači da pacijent ima veće šanse da preživi.
Dijagnoza se postavlja radiološkom obradom. 
Liječenje je kirurško, a sastoji se od uklanjanja hematoma i smanjivanja intrakranijalnog tlaka.

## Pogledajte također
Subduralni hematom
|  | Molimo pročitajte upozorenje o korištenju medicinskih informacija. Ne provodite liječenje bez savjetovanja s liječnikom! |